# Solénoïde infini
Le modèle du solénoïde infini constitue la base de l'étude théorique des solénoïdes réels. Constitué d'un bobinage supposé infiniment long, un tel solénoïde parcouru par un courant d'intensité I crée un champ magnétique intérieur :
B = µ N I
- μ est la perméabilité magnétique du milieu ;
- N est le nombre de tours par mètre ;
- I est l'intensité du courant parcourant le bobinage.

On peut alors définir l'inductance de la bobine comme le rapport du flux du champ magnétique par rapport à l'intensité :
{\displaystyle \Phi \left({\vec {B}}\right)=LI}
Pour des raisons pratiques, les solénoïdes réels sont souvent toroïdaux et constitués de plusieurs couches, afin d'augmenter le paramètre N sans être trop encombrants. On introduit parfois un noyau de fer doux sur l'axe, qui assure la diffusion du champ magnétique et augmente l'inductance.